# Cleora lipotera
Cleora lipotera là một loài bướm đêm trong họ Geometridae.